# Sân bay quốc tế Malpensa
Sân bay quốc tế Malpensa (IATA: MXP, ICAO: LIMC) là một sân bay ở tỉnh Varese, cách Milano 45 km ở Italia. Đây là một trong 3 sân bay quốc tế của vùng Milano.
Sân bay này được kết nối với Milano bằng xa lộ Milano-Varese cũng như tàu hỏa "Malpensa Express" bắt đầu từ nhà ga Milano Cadorna và mất 40 phút đi. Sân bay này cũng được kết nối với Sân bay Milano-Linate bằng xe buýt.
Sân bay Malpensa đã phục vụ hơn 17.551.635 lượt khách trong năm 2007 (25,8 triệu lượt khách tại Sân bay Milano-Linate, sân bay thứ nhì của Milano gần trung tâm thành phố hớn và hơn 33 triệu lượt khách ở Sân bay Orio al Serio, sân bay dành cho hàng không giá rẻ của Milano). Cho đến năm 2008, Malpensa vẫn nằm trong nhóm các sân bay hàng đầu của sân bay Italia về lượng vận tải hàng không quốc tế cùng với Sân bay quốc tế Leonardo da Vinci tại Roma. Đây cũng là sân bay vận tải hàng hóa hàng đầu của Italia.
Sân bay Malpensa có hai nhà ga: T1 dành cho bay thương mại và T2 dành cho bay thuê bao và hãng hàng không giá rẻ. Nhà ga T1 có hai nhà ga vệ tinh: A - quốc gia và châu Âu; B - quốc tế. Nhà ga vệ tinh thứ 3 (C) đang được xây. Một đường băng thứ 3 cũng sắp được xây. Sân bay này cũng có một nhà ga hàng hóa với hơn 410.000 tấn hàng mỗi năm.

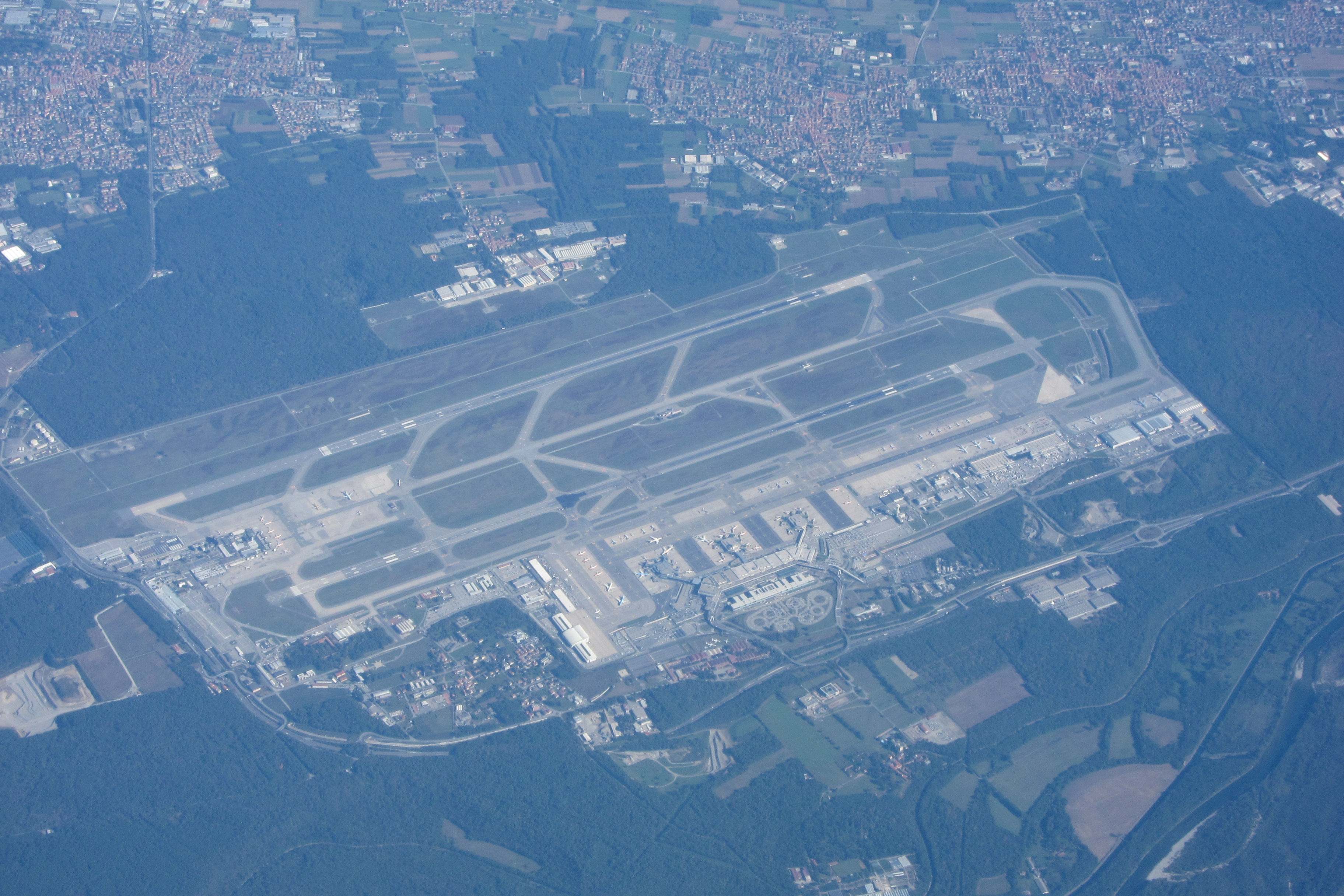
Sân bay Malpensa nhìn từ trên cao.

## Số liệu thống kê
| Năm                 | Lượt khác  | Lượt chuyến | Hàng hóa (tấn) |
| ------------------- | ---------- | ----------- | -------------- |
| tháng 1-tháng6 2008 | 9.866.803  | 114.750     | 238.884        |
| 2007                | 23.885.391 | 267.941     | 486.666        |
| 2006                | 21.767.267 | 247.456     | 419.128        |
| 2005                | 19.630.514 | 227.718     | 384.752        |
| 2004                | 18.554.874 | 218.048     | 361.237        |
| 2003                | 17.621.585 | 213.554     | 362.587        |
| 2002                | 17.441.250 | 214.886     | 328.241        |
| 2001                | 18.570.494 | 236.409     | 323.707        |
| 2000                | 20.716.815 | 249.107     | 301.045        |
| nguồn: Assaeroporti |            |             |                |

## Hãng hàng không và tuyến bay

### Thường lệ
| Hãng hàng không                                                   | Các điểm đến | Nhà ga |
| ----------------------------------------------------------------- | --- | ------ |
| Aegean Airlines                                                   | Athens, Larnaca (bắt đầu từ ngày 3 Tháng 4 năm 2015) Mùa đông: Heraklion (bắt đầu từ ngày 25 Tháng 6 năm 2015) | 1A     |
| Aer Lingus                                                        | Dublin | 1C     |
| Aeroflot                                                          | Moscow–Sheremetyevo | 1B     |
| Aeroflot vận hành bởi Rossiya                                     | Saint Petersburg | 1B     |
| Air Algérie                                                       | Algiers | 1B     |
| Air Canada                                                        | Toronto–Pearson | 1C     |
| Air Croatia                                                       | Zagreb (bắt đầu từ ngày 3 Tháng 4 năm 2015) | 1A     |
| Air China                                                         | Thủ đô-Bắc Kinh, Thượng Hải-Phố Đông | 1B     |
| Air Europa                                                        | Madrid | 1A     |
| Air India                                                         | Delhi, Rome–Fiumicino | 1C     |
| Air Moldova                                                       | Chișinău | 1B     |
| Air Serbia                                                        | Belgrade | 1B     |
| airBaltic                                                         | Riga | 1A     |
| Alitalia                                                          | Abu Dhabi (bắt đầu từ ngày 29 tháng 3 năm 2015), Moscow–Sheremetyevo, New York–JFK, Rome–Fiumicino, Tirana, Tokyo–Narita, Tunis Mùa đông: Thượng Hải–Pudong (bắt đầu từ ngày 1 tháng 5 năm 2015) | 1A, 1B |
| Alitalia vận hành bởi Alitalia CityLiner                          | Rome–Fiumicino | 1A     |
| American Airlines                                                 | Miami, New York–JFK | 1B     |
| Atlantic Airways                                                  | Mùa đông: Vágar | 1A     |
| Austrian Airlines                                                 | Vienna (tiếp tục lại từ ngày 1 Tháng 4 năm 2015) | 1A     |
| Austrian Airlines vận hành bởi Tyrolean Airways                   | Vienna (kết thúc từ ngày 31 Tháng 3 năm 2015) | 1A     |
| Azerbaijan Airlines                                               | Baku | 1C     |
| Belavia                                                           | Minsk–National | 1B     |
| Blu-express vận hành bởi Blue Panorama Airlines                   | Tirana Mùa đông: Lampedusa, Pantelleria | 1A, 1B |
| Blue Panorama Airlines                                            | Cancún, Cayo Largo del Sur, Havana, Holguín, Montego Bay, Santa Clara Mùa đông: La Romana | 1B     |
| BMI Regional                                                      | Bristol | 1A     |
| British Airways                                                   | London Heathrow\|London–Heathrow | 1C     |
| Brussels Airlines                                                 | Brussels | 1A     |
| Bulgaria Air                                                      | Sofia | 1B     |
| Cathay Pacific                                                    | Hong Kong | 1C     |
| Czech Airlines                                                    | Prague | 1A     |
| Delta Air Lines                                                   | New York–JFK Mùa đông: Atlanta | 1B     |
| EasyJet                                                           | Amsterdam, Athens, Barcelona, Bari, Belgrade (kết thúc từ ngày 27 Tháng 3 năm 2015), Berlin–Schönefeld, Bordeaux, Brindisi, Brussels, Cagliari, Casablanca, Catania, Copenhagen, Edinburgh, Hamburg, Lamezia Terme, Larnaca, Lisbon, London–Gatwick, London–Luton, Luxembourg, Madrid, Málaga, Marrakech, Munich, Naples, Olbia, Palermo, Paris–Charles de Gaulle, Prague, Rome–Fiumicino, Stuttgart (bắt đầu từ ngày 24 tháng 4 năm 2015), Tel Aviv–Ben Gurion, Tenerife–South Mùa đông: Alghero, Cephalonia, Corfu, Dubrovnik, Heraklion, Ibiza, Kos, Malta, Minorca, Mykonos, Palma de Mallorca, Rhodes, Santorini, Split, Zakynthos | 2      |
| EgyptAir                                                          | Cairo | 1B     |
| El Al                                                             | Tel Aviv–Ben Gurion | 1B     |
| Emirates                                                          | Dubai–International, New York–JFK | 1C     |
| Estonian Air                                                      | Mùa đông: Tallinn (bắt đầu từ ngày 21 tháng 4 năm 2015) | 1A     |
| Ethiopian Airlines                                                | Addis Ababa | 1B     |
| Etihad Airways                                                    | Abu Dhabi | 1C     |
| Eurolot                                                           | Gdańsk, Lublin (tất cả ngừng vào ngày 29/3/2015) | 1A     |
| Finnair                                                           | Helsinki | 1A     |
| Flybe                                                             | Birmingham, Cardiff (bắt đầu từ ngày 2 Tháng 6 năm 2015), Manchester, Southampton (bắt đầu từ ngày 16 Tháng 5 năm 2015) | 1B     |
| Germanwings                                                       | Cologne/Bonn, Düsseldorf, Hamburg, Hannover (kết thúc từ ngày 27 Tháng 3 năm 2015), Stuttgart | 1A     |
| Germanwings vận hành bởi Eurowings                                | Cologne/Bonn, Düsseldorf, Hamburg, Stuttgart | 1A     |
| HOP!                                                              | Lyon, Nantes | 1A     |
| Iberia                                                            | Madrid | 1A     |
| Icelandair                                                        | Mùa đông: Reykjavík–Keflavík | 1A     |
| Iran Air                                                          | Tehran–Imam Khomeini | 1B     |
| Jetairfly                                                         | Antwerp (bắt đầu từ ngày 17 Tháng 4 năm 2015) | 1A, 1B |
| Korean Air                                                        | Seoul–Incheon | 1B     |
| LOT Polish Airlines                                               | Warsaw–Chopin | 1A     |
| Lufthansa                                                         | Frankfurt | 1A     |
| Lufthansa Regional vận hành bởi Air Dolomiti                      | Munich | 1A     |
| Lufthansa Regional vận hành bởi Lufthansa CityLine                | Munich | 1A     |
| Luxair                                                            | Luxembourg | 1A     |
| Meridiana                                                         | Chișinău, Dakar, Fortaleza, Fuerteventura, La Romana, Malé, Mombasa, Naples, Sharm el-Sheikh, Tel Aviv–Ben Gurion, Tenerife–South Mùa đông: Cagliari, Heraklion, Lampedusa, Minorca, Mykonos, Olbia, Rhodes, Santorini, Zanzibar | 1A, 1B |
| Middle East Airlines                                              | Beirut | 1B     |
| Norwegian Air Shuttle                                             | Oslo–Gardermoen | 1A     |
| Oman Air                                                          | Muscat | 1B     |
| Pakistan International Airlines                                   | Islamabad, Karachi, Lahore | 1B     |
| Pegasus Airlines                                                  | Istanbul–Sabiha Gökçen (bắt đầu từ ngày 29 Tháng 3 năm 2015) | 1C     |
| Qatar Airways                                                     | Doha | 1C     |
| Royal Air Maroc                                                   | Beni Mellal, Casablanca | 1B     |
| Saudia                                                            | Jeddah, Riyadh Hajj: Medina | 1C     |
| Scandinavian Airlines                                             | Copenhagen Mùa đông: Oslo–Gardermoen | 1A     |
| Singapore Airlines                                                | Singapore | 1C     |
| Sun Express                                                       | Mùa đông: İzmir (bắt đầu từ ngày 1 Tháng 5 năm 2015) | 1C     |
| Swiss International Air Lines vận hành bởi Swiss Global Air Lines | Zürich | 1A     |
| TAM Airlines                                                      | São Paulo–Guarulhos | 1C     |
| TAP Portugal                                                      | Lisbon | 1A     |
| TAP Portugal vận hành bởi Portugália                              | Porto | 1A     |
| Thai Airways                                                      | Bangkok–Suvarnabhumi | 1B     |
| Transaero Airlines                                                | Moscow–Domodedovo, Moscow–Vnukovo, Saint Petersburg | 1C     |
| Tunisair                                                          | Tunis | 1B     |
| Turkish Airlines                                                  | Istanbul–Atatürk, Istanbul–Sabiha Gökçen | 1C     |
| Twin Jet                                                          | Marseille, Nice, Toulouse | 1A     |
| United Airlines                                                   | Newark | 1B     |
| Ukraine International Airlines                                    | Kiev–Boryspil | 1B     |
| Uzbekistan Airways                                                | Tashkent Mùa đông: Urgench | 1B     |
| Vueling                                                           | Barcelona, Paris–Orly (bắt đầu từ ngày 1 Tháng 6 năm 2015) Mùa đông: Bilbao, Ibiza | 1A     |
| Wizz Air                                                          | Bucharest, Budapest | 1A, 1B |
| WOW air                                                           | Mùa đông: Reykjavík–Keflavík | 1A     |

### Thuê chuyến
| Hãng hàng không        | Các điểm đến | Terminal |
| ---------------------- | --- | -------- |
| Air Cairo              | Mùa đông: Hurgada | 1B       |
| Air Memphis            | Mùa đông: Hurgada | 1B       |
| AlbaStar               | Mùa đông: Fuerteventura, Heraklion, Ibiza, Karpathos, Málaga, Minorca, Mykonos, Palma de Mallorca, Rhodes, Samos, Santorini, Tenerife–South | 1A       |
| AMC Airlines           | Mùa đông: Marsa Alam, Sharm el-Sheikh, Zanzibar | 1B       |
| Avion Express          | Mùa đông: Brindisi | 1A       |
| Blue Panorama Airlines | Mùa đông: Heraklion, Lourdes, Medellin, Palma de Mallorca, Rhodes, Santorini | 1A       |
| Cairo Aviation         | Mùa đông: Hurgada | 1B       |
| Corendon Airlines      | Mùa đông: Bodrum | 1B       |
| Europe Airpost         | Mùa đông: Lourdes | 1A       |
| Europe Airpost         | Mùa đông: Tangier | 1B       |
| Freebird Airlines      | Mùa đông: Antalya, Bursa | 1B       |
| Japan Airlines         | Mùa đông: Tokyo–Haneda | 1B       |
| Mistral Air            | Mùa đông: Lampedusa, Pantelleria | 1A       |
| Neos                   | Mùa đông: Amsterdam, Brindisi, Chania, Copenhagen, Fuerteventura, Funchal, Gran Canaria, Heraklion, Ibiza, Karpathos, Kos, Lamezia Terme, Lanzarote, Lisbon, Lourdes, Madrid, Minorca, Mykonos, Palma de Mallorca, Porto Santo, Rhodes, Santorini, Seville, Skiathos, Tenerife–South | 1A       |
| Neos                   | Mùa đông: Agadir, Amman–Queen Alia, Antalya, Antigua, Aqaba, Banjul, Boa Vista, Cairo, Cancún, Cayo Largo, Dakar, Djerba, Dubai–International, Havana, Holguín, Hurghada, La Romana, Larnaca, Luxor, Mahé, Malé, Marsa Alam, Mérida, Mersa Matruh, Mombasa, Montego Bay, Mostar, Nosy Be, Pointe-à-Pitre, Punta Cana, Ras al-Khaimah, Recife, Sal, Salvador da Bahia, Samaná, San Andrés, Sharm el-Sheikh, Tel Aviv–Ben Gurion, Zanzibar | 1B       |
| Nesma Airlines         | Mùa đông: Sharm el-Sheikh | 1B       |
| Nouvelair              | Mùa đông: Djerba, Monastir, Tabarka | 1B       |
| Olympic Air            | Mùa đông: Heraklion | 1B       |
| SmartLynx Airlines     | Mùa đông: Lourdes, Málaga, Tenerife–South | 1A       |
| SunExpress             | Mùa đông: İzmir | 1B       |
| Tunisair               | Mùa đông: Djerba, Monastir, Tabarka | 1B       |

### Hàng hóa
| Hãng hàng không                       | Các điểm đến |
| ------------------------------------- | --- |
| AeroLogic                             | Hong Kong, Leipzig/Halle |
| AirBridgeCargo Airlines               | Amsterdam, Frankfurt, Maastricht/Aachen, Moscow–Domodedovo, Moscow–Sheremetyevo                                                                 |
| Asiana Cargo                          | London–Stansted, Seoul–Incheon, Vienna |
| Atlas Air                             | Aguadilla |
| Cargolux                              | Campinas, Chicago, London–Stansted, Los Angeles, Luxembourg, Maastricht/Aachen, New York–JFK, Đài Bắc-Đào Viên                                  |
| Cargolux Italia                       | Almaty, Baku, Curitiba–Afonso Pena, Dallas/Fort Worth, Dubai–International, Hong Kong, Luxembourg, Thành phố México, New York–JFK, Osaka–Kansai |
| Cathay Pacific                        | Delhi, Hong Kong, London–Heathrow, Manchester, Mumbai                                                                                           |
| DHL Aviation                          | London–Heathrow, London–Luton, London–Stansted, Madrid                                                                                          |
| DHL Aviation vận hành bởi EAT Leipzig | Bucharest, London–Heathrow, Leipzig/Halle, East Midlands                                                                                        |
| EgyptAir Cargo                        | Cairo |
| Emirates SkyCargo                     | Dubai–Al Maktoum |
| Etihad Cargo                          | Abu Dhabi, Benghazi, Bogotá, Moscow–Domodedovo, Tripoli                                                                                         |
| Lufthansa Cargo                       | Cairo, Frankfurt |
| FedEx Express                         | Ancona, Quảng Châu, Memphis, Munich, Newark, Paris–Charles de Gaulle, Pisa, Thượng Hải-Phố Đông, Venice                                         |
| Korean Air Cargo                      | Navoiy, Seoul–Incheon, Tel Aviv–Ben Gurion, Vienna, Zaragoza                                                                                    |
| Nippon Cargo Airlines                 | Amsterdam, Hahn, Tokyo–Narita |
| Qatar Airways Cargo                   | Chicago–O'Hare, Doha, London–Stansted, Tripoli                                                                                                  |
| Royal Air Maroc                       | Brussels, Casablanca |
| Saudia Cargo                          | Brussels, Damman, Jeddah, Riyadh |
| Silk Way Airlines                     | Baku |
| Swiftair                              | East Midlands |
| Turkish Airlines Cargo                | Algiers, Istanbul–Atatürk |